# Celebrity Constellation
El Celebrity Constellation és un vaixell de passatgers de la companyia de creuers Celebrity Cruises (subsidiària de Royal Caribbean Cruises), que navega amb bandera de Bahames.
Acabat de construir l'any 2002 a Chantiers de l'Atlantique, Saint-Nazaire (Loira Atlàntic), França. Té tres altres vaixells germans: Celebrity Infinity, Celebrity Summit i Celebrity Millennium. Té eslora de 294 m, mànega de 32 m, amb 13 cobertes. Nominalment accepta 2038 passatgers i 999 tripulants. Entre maig i agost sol fer rutes pel Mar del Nord, els fiords de Noruega, i el Mar Bàltic amb alguna escapada fins al Cap Nord o fins a Spitsbergen. A la primavera i la tardor fa el Mar Mediterrani i el mar Negre, i a l'hivern fa el Mar Carib. Els seus ports base solen ser Fort Lauderdale, Miami, Amsterdam, Istanbul i Barcelona.